# Vasvári Vivien
Vasvári Vivien (1990. október 15. –) magyar valóságshow-szereplő, modell és üzletasszony, korábban többszörös országos bajnok, valamint a magyar válogatott tagja volt síkfutásban. Közéleti megnyilvánulásaiban az ukrán EU-csatlakozást ellenzi. Országos ismertségét a Viasat 3 által sugárzott Feleségek luxuskivitelben című reality műsor eredményeztette. Jelenleg különböző televíziós produkciókban szokott vendégszerepelni.

## Életútja
1990-ben született Vasvári Sándor és Gönczi Ágnes gyermekeként. Testvére Vasvári Dániel. Édesapja kisvárdai származású, az UTE atlétikai szakosztályánál edző. Édesanyja debreceni illetőségű, az 1985-ös Magyarország Szépe szépségversenyen egészen a döntőig jutott. Egy bátyja van, Vasvári Dániel (1987–), vállalkozó, aki 2016-ban az RTL Klub által sugárzott Farm című műsor egyik versenyzője volt.
Gyerekkorában aerobikozott, úszott, teniszezett, kosárlabdázott, majd tízéves korában elkezdett atletizálni Nyíregyházán. Tizenkét évesen országos első lett korosztályában a 600 méteres síkfutásban. Tizenhárom évesen lett magyar bajnok, ekkor György Roland mentorálta, aki más sikeres sportolóknak is edzője volt, például Rakonczai Beátának.
2008-ban a pekingi olimpiára készülve egy edzés előtti nyújtás közben megsérült, súlyos izomszakadás miatt három év kihagyásra kényszerült. A baleset miatt hagyott fel addigi életével, és költözött fel Budapestre. Itt pedikűrösnek tanult, és beindította modellkarrierjét is. Ezután a Mezőgazdasági Főiskolán tanult, ahol mezőgazdasági technikus diplomát szerzett, valamint egy fogtechnikusi képzést is elvégzett.
2014-ben hozta világra első gyermekét, Arianát. Ariana édesapjáról rendszerint nem nyilatkozik, egyetlen információ a férfiről, hogy orosz származású.
2017-ben szerzett országos ismertséget a Feleségek luxuskivitelben című reality műsorral, melybe egy barátnője szervezte be. Mind a műsorról, mind Vasváriról megoszlottak a kritikák, szabadszájúsága miatt. Az említett produktum fináléja után még ez évben a Stíluspárbaj Lakatos Márkkal című televíziós sorozat második évadában szerepelt. 2020-ban a Farm Vip adásába is jelentkezett, ahol harmadik helyezést ért el, és ő lett a legjobb női versenyző.
2018 áprilisában Miamiban született második gyermeke, Szegedi Edward Ferenc. Állítása szerint a születés helyszíne azért az Amerikai Egyesült Államok volt, mert így gyermeke amerikai állampolgárságot kapott, valamint a kisfiú nevét is angol írásmóddal írhatják le. 2018. július 21-én kötött házasságot párjával, Szegedi Ferenccel (1980–). A Nyíregyházán tartott esküvőről a Feleségek luxuskivitelben című műsor összefoglaló különkiadást sugárzott folyó év augusztusában Lagzi luxuskivitelben elnevezéssel. Ez évben kezdték el forgatni Vasvári és férje közreműködésével a Nyerő Páros második évadát, amelyet végül megnyertek. A műsor után jelentősen felértékelődött Vasvári személyisége. 2019-ben férjével a kapcsolatuk megromlott, házasságukat 2020-ban bontották fel. 2023 óta Bodnár Zsigmond felesége.
Jelenleg lakberendezéssel foglalkozik, influencer, valamint a Baballino gyermekwebáruház tulajdonosa, tervezője.